# 世界拳擊聯盟
世界拳擊聯盟（WB），又称世界拳击总会、世界拳盟、世界拳击，是負責拳擊運動的國際體育組織，2023年4月籌組、2023年11月組織正式運作。最初成立主因是國際拳擊總會因內部財務和貪腐問題始終無法解決以及在俄烏戰爭上體育制裁做法不與國際奧會同步而被國際奧會持續停權，連帶造成奧運拳擊項目出現運作存廢問題而使多國協會決定另組WB，確保2028年洛杉磯奧運拳擊項目不被國際奧會取消，並爭取加入國際奧會以負責奧運拳擊項目，2025年起獲國際奧會暫時授予國際總會（International Federation）資格。截至2025年7月已有118國的拳擊協會加入。

## 歷史
2023年4月，美國、英國等國拳擊協會退出國際拳擊總會（IBA）另籌組「世界拳擊聯盟」（WB），以確保2028年洛杉磯奧運拳擊項目不被國際奧會取消，並爭取取代原IBA在國際奧會的拳擊會員資格。同年6月，國際奧委會以69票贊成、1票反對、10票棄權通過將IBA逐出國際奧會，2024年巴黎奧運的拳賽項目仍由國際奧會另組特別工作小組辦理，為此IBA在國際體育仲裁法庭（CAS）提出上訴。同年11月25日，於德國法蘭克福舉辦世界拳擊聯盟成立大會，選出首屆主席、副主席、執委會、運動和競賽委員會、醫療和運動禁藥管制委員會、財務及審計委員會等名單，會議中也通過 World Boxing 組織章程，並正式批准各國拳擊協會入會申請，也通過組織策略及預算。
2024年4月，國際體育仲裁法庭否決IBA的上訴，國際奧會發布聲明將不再另組特別小組籌辦2028年奧運拳擊賽事、新的拳擊總會須於2025年取得國際奧會承認。8月，菲律賓拳擊聯盟主席Ricky Vargas表示，只要世界拳擊聯盟有50個以上的成員，國際奧會將承認世界拳擊聯盟。而在8月，世界拳擊聯盟已經有51個成員。9月將在蒙古國烏蘭巴托世界拳擊盃拳擊賽（World Boxing Cup），10月-11月將在美國科羅拉多州舉辦首屆U19世界拳擊錦標賽（U19 World Boxing Championships）。，11月在英國舉辦世界拳擊年終賽。

## 現任組織主要成員
- 執行委員會：Boris van der Vorst（主席， 荷蘭）、Ryan O’Shea（副主席， 加拿大）、Matt Holt（副主席， 英国）、Dinah Glykidis（副主席， ）、Victorico Vargas（ 菲律賓）、Suzanne Karrlander（ 瑞典）、Marcos Candido de Brito（ 巴西）
  - 秘書長（無投票權）：Simon Toulson

- 運動和競賽委員會執行長：Hernan Salvo（ 阿根廷）
- 醫療和運動禁藥管制委員會執行長：Dr Armando Sanchez（ 美国）
- 財務及審計委員會執行長：Julia Felton（ ）
- 運動員代表：劳伦·普莱斯（ ）、理查德·托雷斯（ 美国）

- 第三方監督及道德主管：Professor Jack Anderson（ ，體育法教授）

## 联盟成员

### 非洲
以下成员组建了区域协会非洲拳击（African Boxing）。
- 阿尔及利亚（阿爾及利亞拳擊聯合會）[17]
- 中非（中非拳击联合会）
- 埃及（埃及拳击）[18]
- （冈比亚国家拳击协会）[18]
- （加纳拳击联合会）
- 马达加斯加（马达加斯加拳击联合会）[19]
- 马拉维（马拉维拳击协会）[20]
- 模里西斯（毛里求斯拳击联合会）
- 奈及利亞（尼日利亚拳击联合会（英语：Nigeria Boxing Federation））[21]
- （塞拉利昂拳击联合会）
- （索马里拳击协会）
- 苏丹（苏丹业余拳击协会）[22][23]
- 乌干达（乌干达拳击联合会）

### 美洲
以下成员组建了区域协会泛美拳击协会（Pan America Boxing Confederation）。
- 阿根廷（阿根廷拳击联合会（英语：Argentina Boxing Federation））[24]
- 巴哈马（巴哈马业余拳击联合会）
- （巴巴多斯业余拳击协会）[25]
- 百慕大（百慕大拳击联合会）[26]
- 玻利维亚（玻利维亚拳击联合会）
- 巴西（巴西拳击联盟）[24]
- 加拿大（拳击加拿大（英语：Boxing Canada））[24]
- 开曼群岛（开曼群岛精英拳击联合会）[26]
- 智利（智利拳击联合会）
- 哥伦比亚（哥伦比亚拳击联合会）
- 古巴（古巴拳击联合会（英语：Cuban Boxing Federation））
- 多米尼克（多米尼克拳击协会）[25]
- （多米尼加拳击联合会）[27]
- （厄瓜多尔拳击联合会）[28]
- 格瑞那達（格林纳达拳击协会）[18]
- （危地马拉国家拳击联合会）[29]
- 海地（海地拳击联合会）
- （洪都拉斯拳击联合会）[24]
- 牙买加（牙买加拳击管理委员会）[21]
- 墨西哥（墨西哥拳击联合会）
- 巴拿马（巴拿马拳击联合会）[30]
- 秘魯（秘鲁运动拳击联合会）[25]
- 薩爾瓦多（萨尔瓦多拳击联合会）
- 苏里南（苏里南拳击协会（荷兰语：Surinaamse Boks Bond））[31]
- 千里達及托巴哥（特立尼达和多巴哥拳击协会）
- 美国（美国拳击（英语：USA Boxing））[32]
- 美屬維爾京群島（美属维尔京群岛拳击联合会）[31]
- 委內瑞拉（委内瑞拉拳击联合会）

### 亚洲
以下成员（除以色列外）组建了区域协会亚洲拳击，以色列虽然意识形态上与部分阿拉伯国家敌对，并因此国家奥委会加入欧洲奥委会，但在世界拳击联盟体系内仍归入亚洲成员名单。
- 阿富汗（阿富汗国家拳击联合会）
- 不丹（不丹拳击联合会）[28]
- 柬埔寨（柬埔寨拳击联合会）[27]
- 中華臺北（中華臺北拳擊協會）[28][33]
- 中國（中国拳击协会）[23]
- 香港（中國香港拳擊總會）
- 印度（印度拳击联合会（英语：Boxing Federation of India））[34]
- 印度尼西亞（印度尼西亚拳击联合会）
- 伊朗（伊朗国家业余拳击运动员）[35]
- 伊拉克（伊拉克国家业余拳击运动员）[19]
- 以色列（以色列拳击协会）
- 日本（日本拳擊聯盟）[17]
- 约旦（约旦拳击协会）
- （哈萨克斯坦拳击联合会）
- （吉尔吉斯共和国拳击联合会）
- （老挝拳击联合会[註 1]）
- 黎巴嫩（黎巴嫩拳击联合会）
- 澳門（澳門拳擊總會）
- 马来西亚（马来西亚拳击联合会）
- 蒙古国（蒙古拳击协会）[30]
- 緬甸（缅甸拳击联合会）
- 尼泊尔（尼泊尔拳击联合会（英语：Nepal Boxing Federation））
- 巴基斯坦（巴基斯坦拳击联合会（英语：Pakistan Boxing Federation））[28]
- 巴勒斯坦（巴勒斯坦拳击联合会）
- 菲律賓（菲律宾拳击联盟协会（英语：Association of Boxing Alliances in the Philippines））[31]
- 新加坡（新加坡拳击联合会）[25]
- （韩国拳击协会（英语：Boxing Association of Korea））[26]
- 叙利亚（叙利亚国家业余拳击运动员）
- 泰國（泰国拳击协会）
- （土库曼斯坦拳击联合会）
- 阿联酋（阿联酋拳击联合会）
- （乌兹别克斯坦拳击联合会（英语：Uzbekistan Boxing Federation））

### 欧洲
以下成员组建了区域协会欧洲拳击（European Boxing）。
- 阿尔巴尼亚（阿尔巴尼亚拳击联合会）
- 安道尔（安道尔拳击联合会）
- 奥地利（奥地利拳击联合会）
- （阿塞拜疆拳击联合会）
- 比利时（弗拉芒拳击联盟）
- （波黑拳击联合会）
- 保加利亚（保加利亚拳击联合会）
- （克罗地亚拳击联合会（英语：Croatian Boxing Federation））
- 捷克（捷克拳击协会）[21]
- 丹麦（丹麦拳击协会（丹麦语：Danmarks Bokse-Union））[30]
- 英格兰（英格兰拳击（英语：England Boxing））[32]
- 爱沙尼亚（爱沙尼亚拳击协会（英语：Estonian Boxing Association））
- 芬兰（芬兰拳击协会）[21]
- 法國（法国拳击联合会（英语：French Boxing Federation））
- （格鲁吉亚国家拳击联合会）
- 德国（德国拳击协会（德语：Deutscher Boxsport-Verband））[24]
- 希腊（希腊拳击协会（希腊语：Ελληνική Ομοσπονδία Πυγμαχίας））
- 匈牙利（匈牙利拳击协会（匈牙利语：Magyar Ökölvívó Szakszövetség））
- 冰島（冰岛拳击协会）[21]
- 愛爾蘭（爱尔兰竞技拳击协会（英语：Irish Athletic Boxing Association））
- 義大利（意大利拳击联合会（意大利语：Federazione Pugilistica Italiana））[26]
- 科索沃（科索沃拳击联合会）
- 立陶宛（立陶宛拳击联合会）
- 蒙特內哥羅（黑山拳击协会）
- 荷蘭（荷兰拳击协会）[32]
- 挪威（挪威拳击联合会（英语：Norwegian Boxing Federation））[21]
- 波蘭（波兰拳击协会）
- 羅馬尼亞（罗马尼亚拳击联合会）
- 苏格兰（拳击苏格兰）[31]
- 斯洛伐克（斯洛伐克业余拳击协会）
- 西班牙（西班牙王国拳击联合会）
- 瑞典（瑞典拳击协会（瑞典语：Svenska Boxningsförbundet））[24]
- 瑞士（瑞士拳击）
- 土耳其（土耳其拳击联合会（英语：Turkish Boxing Federation））
- （威尔士拳击）[31]

另外 英國（英国拳击）为联系成员，因英国业余拳击的管理权与板球、足球和橄榄球一样下放给构成国国家队。

### 大洋洲
- （拳击澳大利亚（英语：Boxing Australia））[32]
- 斐济（斐济业余拳击协会）[28]
- 密克羅尼西亞聯邦（密克罗尼西亚联邦拳击协会）
- 法屬玻里尼西亞（法属波利尼西亚拳击联合会）[30]
- 基里巴斯（基里巴斯拳击）
- 新西兰（拳击新西兰（英语：Boxing NZ））[32]
- 萨摩亚（独立拳击萨摩亚）
- （图瓦卢业余拳击协会）[36]

## 备注
1. ↑  筹建中，暂以老挝国家业余拳击运动员代表身份

## 外部連結
- 世界拳擊聯盟官網 （页面存档备份，存于）